# Tigidia typica
Espèce
Synonymes
- Tructicus typicus Strand, 1907
- Tructicus abnormis Strand, 1916

Tigidia typica est une espèce d'araignées mygalomorphes de la famille des Barychelidae.

## Distribution
Cette espèce est endémique de Madagascar.

## Description
Le mâle mesure 16 mm et la femelle 20,5 mm.

## Publication originale
- Strand, 1907 : Vorläufige Diagnosen afrikanischer und südamerikanischer Spinnen. Zoologischer Anzeiger, vol. 31, p. 525-558 (texte intégral).